# فيلهلم لورينتس
فيلهلم لورينتس (بالألمانية: Karl Wilhelm Lorenz)  (و. 1886 – 1918 م) هو عالم فلك، ورياضياتي من الإمبراطورية الألمانية، ولد في كارلسروه، توفي في مانهايم، عن عمر يناهز 32 عاماً، بسبب ذات الرئة.

## التعليم
تعلم في جامعة هايدلبرغ.